# Avskräckning
Avskräckning, avskräckningsteorin eller avskräckningseffekten syftar inom juridiken på den avskräckande effekt som upptäckt och bestraffning har på brottslighet.Inom säkerhetspolitiken finns en omfattande teoribildning kring avskräckning (deterrence) som bl a ligger till grund för NATO doktriner. 

## Avskräckningsteorin
Avskräckningseffekten mot brott fungerar om straffhotet överstiger den lustupplevelse eller vinning (nytta) som gärningsmannen kan få genom att begå brottet. 
Avskräckningsteorin motiverar på detta sätt bestraffning av gärningsmän genom att straffen minskar brottsligheten i samhället. Även om straffet är negativt för brottslingen, så är det moraliskt rätt om samhällsvinsten av den minskade brottsligheten är större.  Avskräckningsteorin utgör således både en samhällsvetenskaplig och juridisk straffteori och en konsekventialistisk moralfilosofi. Som sådan kontrasteras den ofta med den moraliska teorin om retribution, som istället motiverar bestraffning med en regelmässig, moralisk skyldighet att hämnas.

## Historik
Argumentet att avskräckning, snarare än hämndbegär, är den huvudsakliga motivationen bakom bestraffning, återinfördes i modern samhällsvetenskap via Rational choice-teorin. Historiskt kan det bland annat spåras tillbaka till Cesare Beccaria vars välkända verk Om brott och straff (1764) fördömde tortyr och dödsstraff, liksom till Jeremy Bentham som även han kritiserade dödsstraffet.

## Indelningar
Straffteorin om avskräckning mot brott kan delas in i tre kategorier.
- Individuell avskräckning, en individualpreventiv åtgärd, fokuserar på individen i fråga. Målet med sådana bestraffningar är att avskräcka brottslingen från framtida brottsliga handlingar genom att skapa insikt i konsekvenserna.

- Allmänpreventiv avskräckning fokuserar på allmänpreventiva åtgärder mot brott genom att statuera exempel med enskilda brottslingar. Den enskilde gärningsmannen är inte fokus för det förändrade beteendet, istället får brottslingen sitt straff inför allmänheten med syftet att avskräcka andra från att begå samma brott i framtiden.

- Inkapacitering betraktas av vissa som en delmängd av individuell avskräckning. Inkapaciteringen syftar till att förhindra framtida brott genom att göra det omöjligt för brottslingen att fortsätta begå brott. Enligt inkapaciteringsteorin placeras brottslingar i fängelse inte främst för att de skall lära sig konsekvenserna av sina handlingar, utan för att de under fängelsetiden skall förhindras från att begå brott.

## Empiriska studier
Ett flertal empiriska studier av avskräckande effekter har visat att brottslingar generellt tar hänsyn såväl till risken för att åka fast, liksom till straffets omfattning.

## Kritik
Det har hävdats att avskräckning är ett ineffektivt sätt att uppnå slutmålet om minskad brottslighet på. Kritiker av avskräckningsteorin argumenterar bland annat för att brottslingar inte stannar upp för att tänka på bestraffning innan de begår ett brott, tex i de fall när alkohol eller droger är inblandade.